# شكري شعشاعة
الشريف شُكري رشيد شَعشاعَة (1890 - 11 يونيو 1963) كاتب وشاعر وصحفي وسياسي فلسطيني أردني. ولد في غزة لعائلة حسنية هاشمية، ودرس فيها وفي نابلس. عمل موظّفًا في مصلحة الضرائب، ثمّ رأس ديوان محاسبة المالية في عكّا. ثم انتقل إلى الأردن، وتنقّل في عدّة مناصب إدارية وماليّة. عُيِّن عضوًا في مجلس التنفيذ، فوزيرًا للماليّة، ثم وزيرًا للداخليّة والدفاع. له عدة مؤلفات وترجمات وديوان شعر. سُميت إحدى أقدم المدارس الثانوية الحكومية في عمَّان باسمه. 

## سيرته
ولد شكري رشيد أحمد شعشاعة في غزّة سنة 1890 م / 1307 هـ، لأب ينتسب للأشراف، فجدّه شعشاعة العلمي الحسيني كان نقيباً للسادة الأشراف فيها. وكان مولده بعد عدة أخوة وأخوات كانوا يموتون بعد الولادة، ولم ينجبا أبواه بعدة بأولاد فكان وحيد والديه. حصل شكري على الشهادة الابتدائية بها، ثم واصل تعليمه الثانوي في نابلس، وأتقن في صغره اللغتين الإنجليزية والفرنسية.
نزح إلى شرق الأردن منذ عام 1919. وأسّس مع جماعة من الشباب الوطني حركة لمقاومة السيطرة البريطانية، وكان من نشطاء جمعية «أنصار الحق» في عكا والسلط، سنة 1928.
عمل رئيساً لكتّاب الرسائل في جمرك يافا، ورئيساً لديوان المالية في عكا، ومدرّساً للرياضيات والتاريخ والأخلاق في عكا أيضاً، ومديراً للمحاسبة العامة 1921، ومفتشاً للمالية ومديراً للبرق والبريد في عهد إمارة شرق الأردن، ورئيساً لديوان المحاسبة.
ثم عُيِّن مديراً للخزينة (وزيراً للمالية) سنة 1931، ووزيراً للداخلية ووزيراً للدفاع سنة 1940، ووزيراً للمالية ووزيراً للاقتصاد سنة 1942، ووزيراً للداخلية ووزيراً للمالية ووزيراً للاقتصاد سنة 1942. رأسَ لجنة الإصلاحات المالية في مجلس الشورى، وكان عضواً في ديوان تفسير القوانين، وعضواً في مجلسَي الأعيان؛ الثالث 1951، والرابع 1951-1955.
توفي شكري شعشاعة في 11 يونيو 1963/ 19 محرم 1383 في عمّان عن ثلاثة وسبعين عامًا.

## في الأدب والصحافة
نشر مقالات في صحف ومجلات عديدة منها: مجلّة الأردن الجديد، وجريدة الوفاء، وجريدة النهضة، ومجلّة اليقظة، وصحيفة الجزيرة، وجريدة النسر، وصحيفة الحوادث، وجريدة النضال. 

## جوائزه
- مُنح من الديوان الملكي وسام الاستقلال من الدرجة الأولى. [5]

## مؤلفاته
من مؤلفاته:
- همس الصور، مجموعة مقالات وأبحاث متنوّعة
- النّفثات، ديوان شعر
- ذكريات، 1945
- ذكريات لبنان، سيرة
- في طريق الزمان، 1957

وترجم عن الإنكليزية:
- في الحكومة والحياة
- التأثل أو كيف تنمّي دخلك